# Pseudonapomyza coutalamensis
Pseudonapomyza coutalamensis är en tvåvingeart som först beskrevs av Beri och Ipe 1971.  Pseudonapomyza coutalamensis ingår i släktet Pseudonapomyza och familjen minerarflugor. Inga underarter finns listade i Catalogue of Life.